# Tendron
Tendron ist eine französische Gemeinde mit 88 Einwohnern (Stand: 1. Januar 2022) im Département Cher in der Region Centre-Val de Loire; sie gehört zum Arrondissement Saint-Amand-Montrond und zum Kanton La Guerche-sur-l’Aubois.  

## Geographie
Tendron liegt etwa 39 Kilometer ostsüdöstlich von Bourges. Umgeben wird Tendron von den Nachbargemeinden Nérondes im Norden, Ignol im Osten und Südosten, Flavigny im Süden sowie Bengy-sur-Craon im Westen und Nordwesten.

## Bevölkerungsentwicklung
| Jahr                       | 1962 | 1968 | 1975 | 1982 | 1990 | 1999 | 2006 | 2019 |
| -------------------------- | ---- | ---- | ---- | ---- | ---- | ---- | ---- | ---- |
| Einwohner                  | 144  | 132  | 118  | 99   | 122  | 110  | 119  | 88   |
| Quellen: Cassini und INSEE |      |      |      |      |      |      |      |      |

## Sehenswürdigkeiten
- Schloss Fontenay aus dem 18. Jahrhundert